# Jorge Luis Díaz Gutiérrez
Jorge Luis Díaz Gutiérrez (Montevideo, 28 giugno 1989) è un calciatore uruguaiano, centrocampista del Kīfisias.

## Carriera
Ha giocato nella seconda divisione spagnola e nella prima divisione greca.

## Palmarès

### Club

#### Competizioni nazionali
- Souper Ligka Ellada 2: 1

Kīfisias: 2024-2025 (gruppo B)